# Gordon Johnston
Pour les articles homonymes, voir Johnston.
Gordon Johnston est un joueur de hockey sur gazon canadien évoluant au poste de défenseur au HGC et avec l'équipe nationale canadienne.

## Biographie
Gordon est né le 30 janvier 1993 à Vancouver dans la province de la Colombie-Britannique.

## Carrière
Il a été appelé en équipe nationale première en 2016 pour concourir aux Jeux olympiques d'été à Rio de Janeiro, au Brésil,,.

## Palmarès
- : 2e à la Coupe d'Amérique U21 en 2012
- : 2e aux Jeux panaméricains en 2015
- : 2e à la Coupe d'Amérique en 2017
- : 2e aux Jeux panaméricains en 2019
- : 3e à la Coupe d'Amérique en 2022